# قلعه کهنه سویز
قلعه کهنه سویز مربوط به اواخر دوره صفوی - دوره قاجار است و در شهرستان داورزن، جنوب‌شرقی روستای سویز واقع شده و این اثر در تاریخ ۱۶ اسفند ۱۳۸۴ با شمارهٔ ثبت ۱۴۳۶۴ به‌عنوان یکی از آثار ملی ایران به ثبت رسیده‌است.